# Vallerstads kyrka
Vallerstads kyrka är en kyrkobyggnad i Vallerstads socken i Östergötland. Den ligger ½ mil nordöst om Skänninge.
Konstnären Gottfrid Larsson ligger begravd på kyrkogården.

## Kyrkobyggnaden
Vallerstads kyrka är en stenkyrka med altare i öster och torn i väster uppförd i nyklassicistisk stil 1832-1833. Långhuset är rektangulärt med sakristian som en halvcirkelformad utbyggnad i öster. Västtornet kröns av en gracilt utformad öppen lanternin. Exteriören pryds av rusticerade hörnkedjor, tornets nedre del täcks helt av kvaderrustik. 
Kyrkorummet är enskeppigt med flackt tunnvalv över en smäcker taklist. I korväggen en grund nisch för altartavlan, som visar en scen ur "Kristi förklaring". På altarrundeln hörnställda terrakottaornament. På ömse sidor om altartavlan två kraftigt markerade portaler till sakristian. Predikstolen består av en cylindrisk korg prydd med kristna symboler.

## Historik

### Den äldre kyrkan
På platsen fanns tidigare en medeltida kyrka, ursprungligen uppförd någon gång under 1100- eller 1200-talet. På kyrkogården fanns en klockstapel. År 1668 förnyades vapenhuset och 1692 fick kyrkan en predikstol tillverkad av Anders Snickare. Klockstapeln reparerades 1708 och kyrkans valv och tak 1725. Några år senare vitmenades kyrkan ut- & invändigt. År 1737 rev byggmästare Gabriel Bragner klockstapeln och 1746 satte mäster Gustaf Lagergren i Östra Husby upp kyrkans första orgelverk.
1760 beskriver Carl Fredric Broocman byggnaden: 
| ” | Kyrkan är upmurad dels af Gråsten, dels af huggen Kalksten, 3 ottondedels mil ifrån Skeninge, och står på Krono grund, hållandes uti längden til yttre Tornmuren 39 och en half aln, och i bredden 8 och 3 fjerdedels aln. Altartaflan är ifrån Påwetiden, bestående af 16 bilder, som förmodeligen utmärka the 12 Apostlar och 4 Evangelister. Prädikstolen af Snickare-Arbete, med the 4 Evangelisters bilder, uti målning, är köpt för Kyrkans och Församlingens medel år 1693 och tå upsatt. Orgelwerket består af 7 stämmor, och är inköpt för 600 Dal. Kopparmynt för Kyrkans medel och upsatt år 1746, tå thet äfwen blifwit måladt och utziradt med förgyldt löfwerk. Af Antiquiteter är i Kyrkon ett Påwiskt Rökelse-kar af malm, och uti Kyrko-porten en Runsten. Til år 1737 hafwa Klockorna hängt uti Trästapel, och emedan thensamme tå warit ganska bräcklig, flyttades the up uti Kyrkans Sten-torn, som är med spånad spets, och ses then mindre Klockan wara guten år 1636, men när then större blifwit guten, är icke utmärkt." | „ |

På 1700-talet började det emellertid bli svårt att få plats för alla gudstjänstbesökare. Redan 1773 dryftades frågan om en nybyggnad av kyrkan. Organisten och klockaren Wahlström påminde vid sockenstämman den 15 maj 1786 om, att det länge rått stor trängsel på läktaren och påpekade att det var stor risk att orgeln skulle skadas. Han föreslog att orgeltramparen Jan Jansson inte skulle släppa upp några obehöriga personer. Så bestämdes och likaså att gossarna enligt gammal sed även i fortsättningen skulle sitta kring altarrundeln. På så sätt kunde prästen hålla dem under uppsikt. Trots flera tillsägelser höll dock Jan Jansson inte obehöriga borta från läktaren, varför han avsattes och Magnus Lindstedt fick överta orgeltrampningen.
Trängseln fortsatte och frågan om ny eller ombyggd kyrka fördes på tal vid otaliga stämmor, prost- och biskopsvisitationer. Ett förslag till gemensamt kyrkbygge med Järstads församling förkastades. Ritningar anskaffades och sten kördes fram. Men församlingen tyckte om sin gamla kyrka och dessutom var det oroliga tider med brist på arbetskraft och pengar. År 1807 lämnade arkitekt Gustaf af Sillén (1762-1825), Stockholm, in ett förslag till ny kyrka. År 1825 anställdes Gustaf Fredrik Lindmark som kyrkoherde och på hans förslag fattade sockenstämman i oktober 1827 slutligen beslut om kyrkobygge och byggmästare Abraham Nyström i Hållingstorp anmodades upprätta ritningar och kostnadsförslag. Ett halvår senare, i maj 1828 undertecknades kontraktet.

### Den nya kyrkan

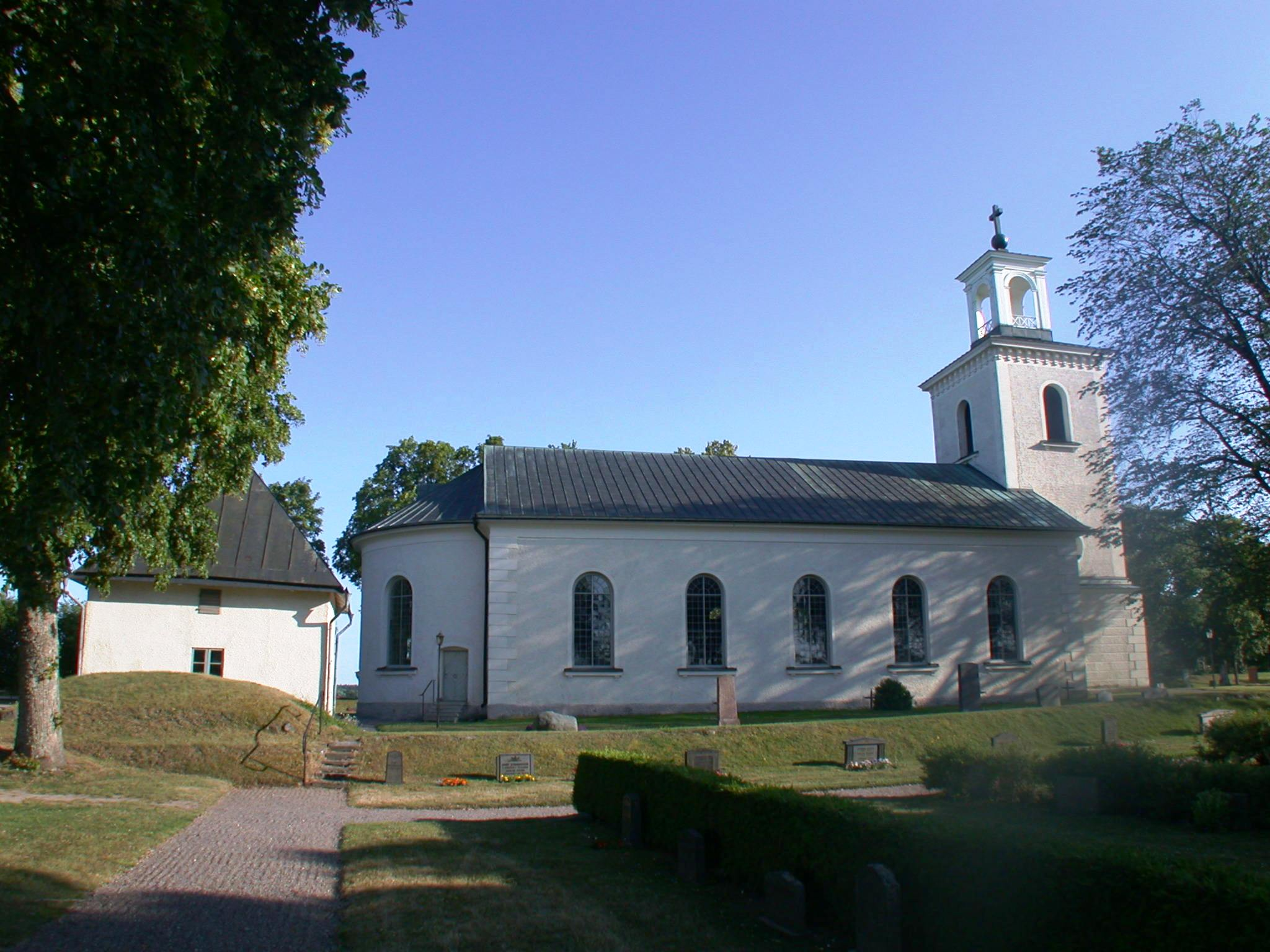
Vallerstads kyrka från norr.

Den 23 april 1832 hölls sista gudstjänsten i gamla kyrkan, varefter den, förutom nedre delen av tornet, revs. Nya kyrkan uppfördes i tegel, med Abraham Nyström som byggmästare. I huvudsak följde han Gustaf af Silléns ritningar. Kyrkan fick ett väl tilltaget långhus med stora, rundbågiga fönster och en klassicistisk sydportal krönt av ett halvrunt fönster. Sakristian utformades som en halvrund byggnad bakom koret i öster. Det medeltida tornet byggdes på med en övre del med rundbågiga ljudöppningar för kyrkklockorna. Tornet avslutades med en liten lanternin också den med rundbågiga öppningar. Murarna slätputsades men hörnen fick rustikkedjor. Till kyrkobyggnaden åtgick omkring 60 000 tegelstenar. Till murbruk blandades 1 600 lass sand med 3 000 tunnor kalk, bränd av den gamla kyrkans kalksten. Taket täcktes med bortåt 55 000 handkluvna träspån. Den totala kostnaden för kyrkbygget uppgick till 13310 riksdaler.
Kyrkan stod klar i november 1833. Medeltida föremål flyttades över till den nya kyrkan, men säkerligen skingrades också en del. En skulptur "Sörjande Johannes" förfärdigad av lübeckaren von der Heide hamnade så småningom på Historiska museet. Den första söndagen i advent förrättades invigningen men utan biskop, eftersom stiftschefen Marcus Wallenberg avlidit strax innan.
Sju år efter invigningen fick kyrkan ett orgelverk byggt av Nils Ahlstrand, Norra Solberga.
Kyrkan restaurerades 1950 under ledning av arkitekt Erik Fant.

## Inventarier
- Altarskåp av ek, visande "de 12 apostlarna", "Marie kröning", "Johannes döparen", "Laurentius", "Anna själv tredje", nordtyskt arbete från 1400-talet inköpt i Lübeck, (bilder). Framtaget, renoverat och återupphängt 1951.
- Triumfkrucifix med sekundärbemålning vid verkstad i Östergötland från 1300-talets andra fjärdedel, tidigare placerat i medeltidskyrkans triumfbåge, (bilder). Krucifixets restaurering bekostades 1691 av "den Ehreborna och dygdesamma matronan hustru Ingeborg Östensdotter Kellandria", kyrkoherdedotter från Öland. Hon hade 1657 vid 14 års ålder gift sig med dåvarande kyrkoherden i Vallerstad Johannes Laurenius och efter hans död äktats av efterträdaren kyrkoherde Petrus Danielis.
- Dopfunt av kalksten, huggen av vadstenamästaren Jan Silfverling 1678.
- Predikstol med kristna symboler "kalken"[förtydliga], "lagens tavlor" och "korset", förfärdigad 1833 av Abraham Bengtsson Nyström.
- Altartavla från 1890 av professor Mårten Eskil Winge framställer en scen ur berättelsen om "Kristi förklaring".
- Epitafium över kyrkoherde Johannes Wallerius (1592–1653) med en framställning av "yttersta domen".
- Epitafium över prosten Petrus Rosinius (1664–1734) med en präst sittande på en likkista, omgiven av två änglar hållande en lagerkrans över hans huvud. Överst står döden med sin lie.
- Rökelsekar, medeltida.
- Primklocka, enligt 1874 års inventarieförteckning placerad i tornet som signalklocka till ringarna i klockvåningen.
- Storklockan, omgjuten av M. A. Rönnblom (f. 1793), Jönköping då Oscar I var konung i Sverige och Norge.
- Lillklockan, omgjuten hos Olof Kiulanders enka, Örebro, då Gustaf IV Adolph var Sveriges konung (1792–1809), greve Fredrik Georg Strömfelt landshövding (1783–1810), magister Carl von Rosenstein stiftets biskop (1809–1819) och kandidat Olof Zetterling pastor i Wallerstad (1785–1816), det vill säga år 1809.

## Orgel
- 1741: Organist & amatörorgelbyggare Carl Björling (orgelbyggare), Kristberg åtar sig att för 100 riksdaler förfärdiga ett orgelverk för medeltidskyrkan.
- 1746: Organist & amatörorgelbyggare Gustaf Lagergren, Östra Husby, uppför ett 7-stämmigt orgelverk. En stämmav dessa sju är Trompet.
- 1841: Nils Ahlstrand, Norra Solberga, bygger i nya kyrkan ett mekaniskt 11-stämmigt positiv med manual och bihangspedal. Svarta undertangenter i manualen. Ljudande fasadpipor i turellerna.
- 1864: Renovering av fanjunkaren och orgelbyggaren August Rosenborg, Vadstena.
- 1950: Bröderna Moberg, Sandviken, konserverar instrumentet, varvid ett nytt manualklaver med träfärgade undertangenter sätts in.

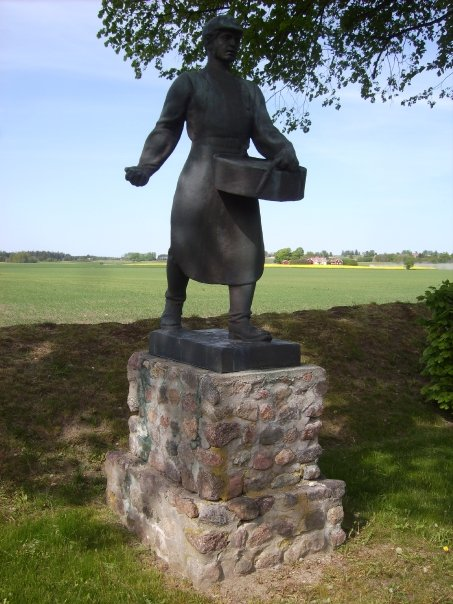
Gottfrid Larssons staty Såningsmannen, vid Vallerstads kyrka.

Ursprunglig & nuvarande disposition:
Orgeln är mekanisk.

## Bronsskulptur
På kyrkogården finns en bronsskulptur från 1949 av Gottfrid Larsson, som också är begravd på kyrkogården.

## Bilder

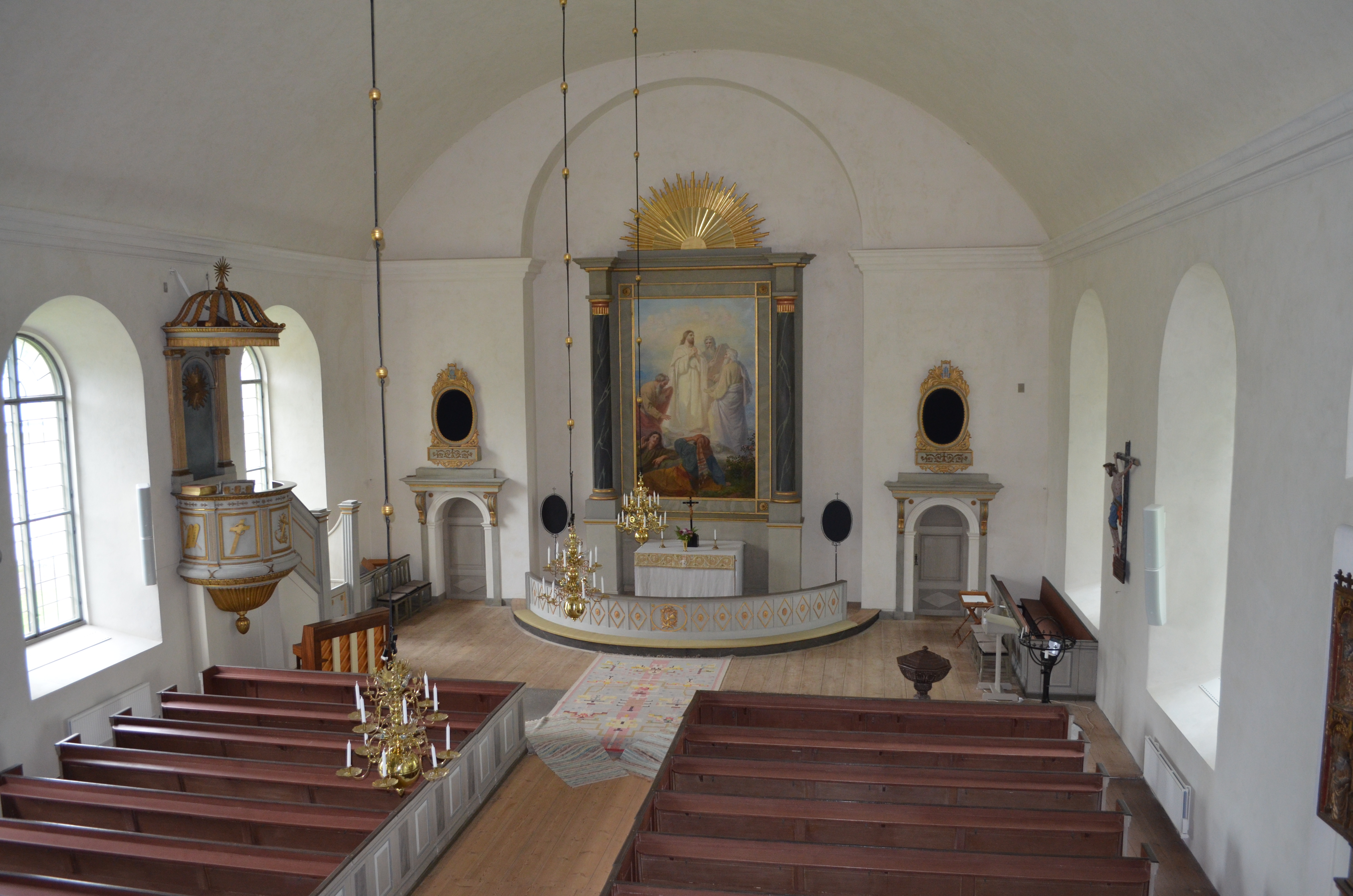
Vallerstads kyrkas kyrksal.
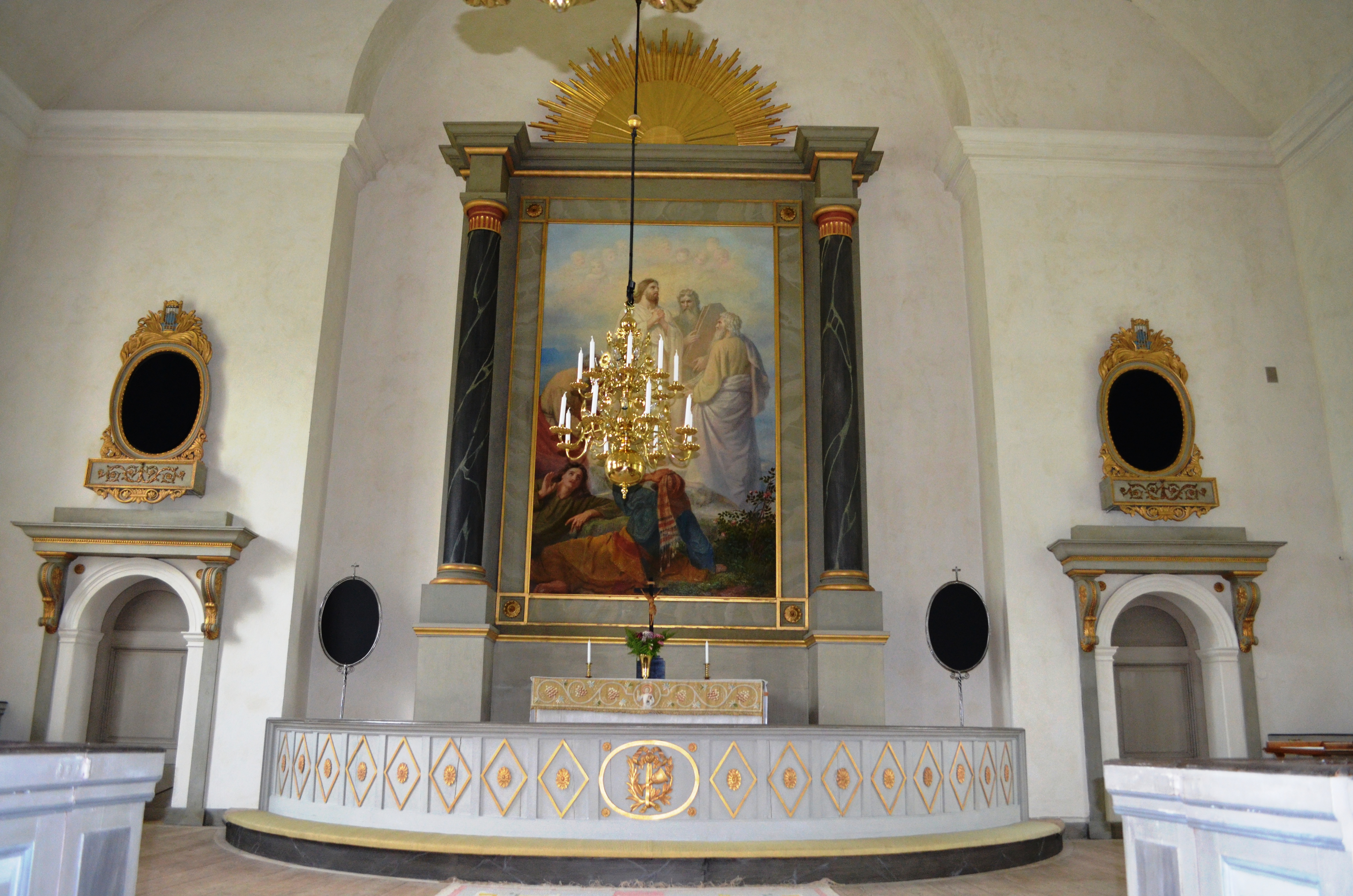
Vallerstads kyrkas altare.
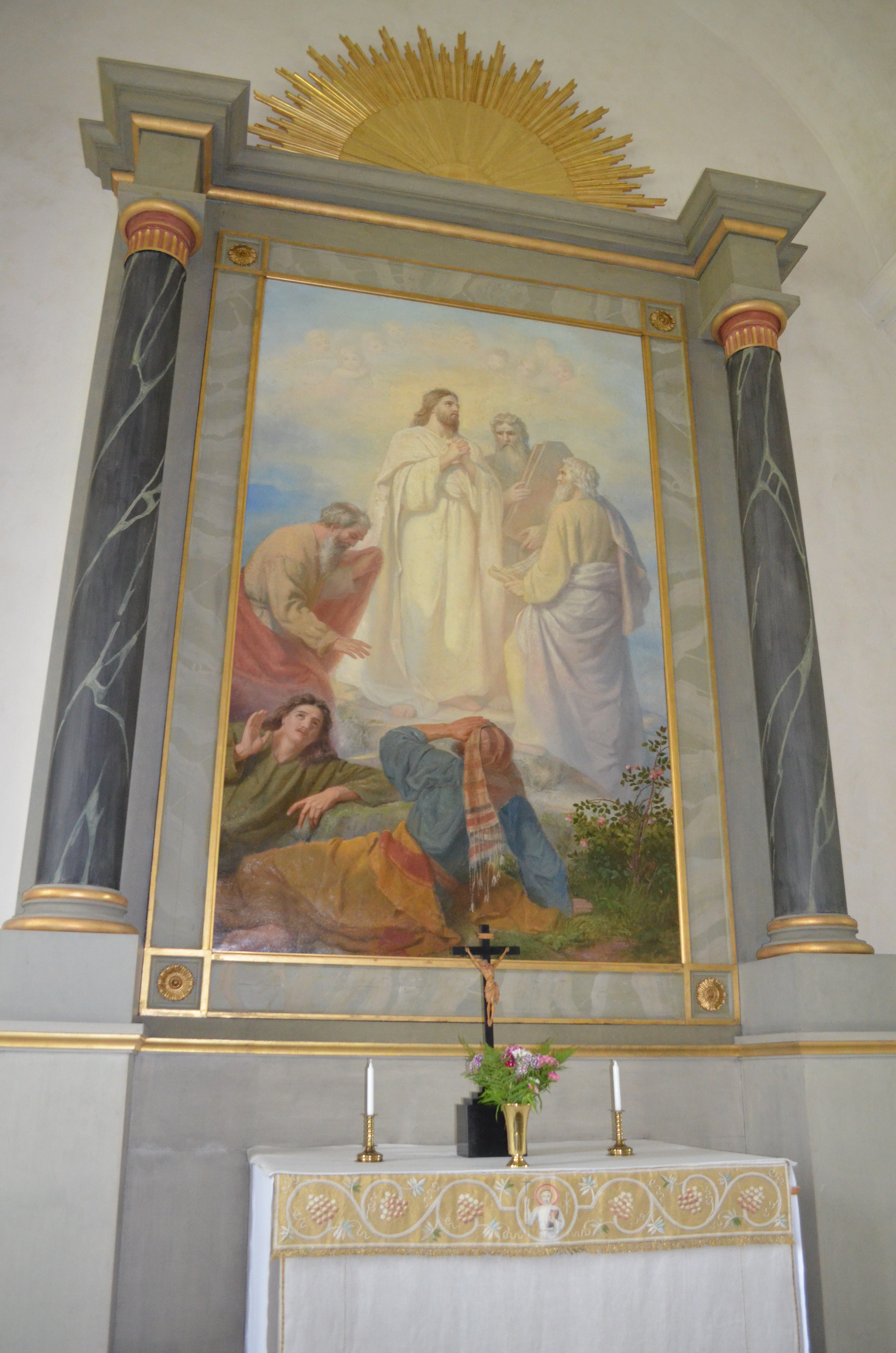
Vallerstads kyrkas altartavla.
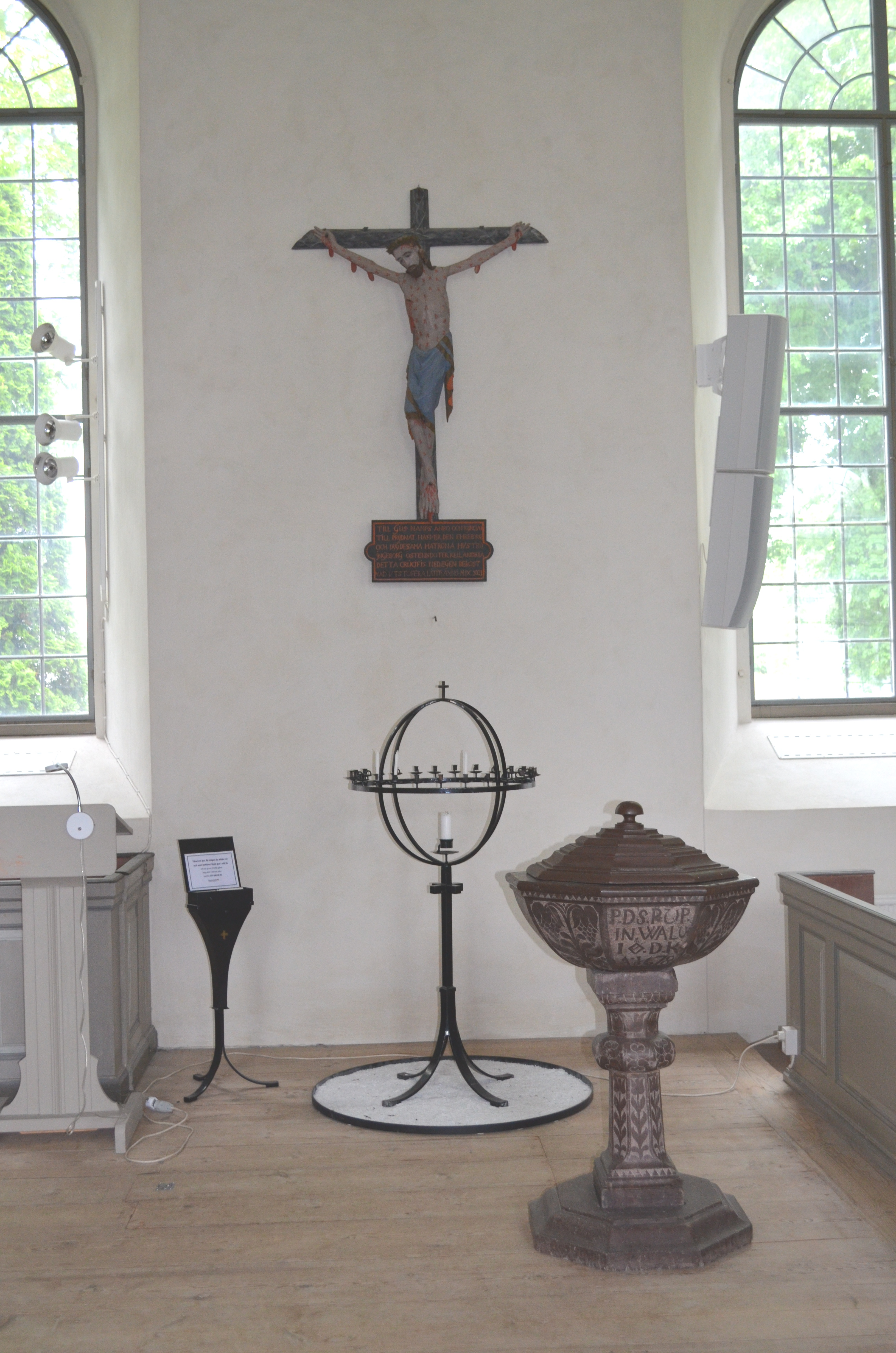
Vallerstads kyrkas dopfunt.
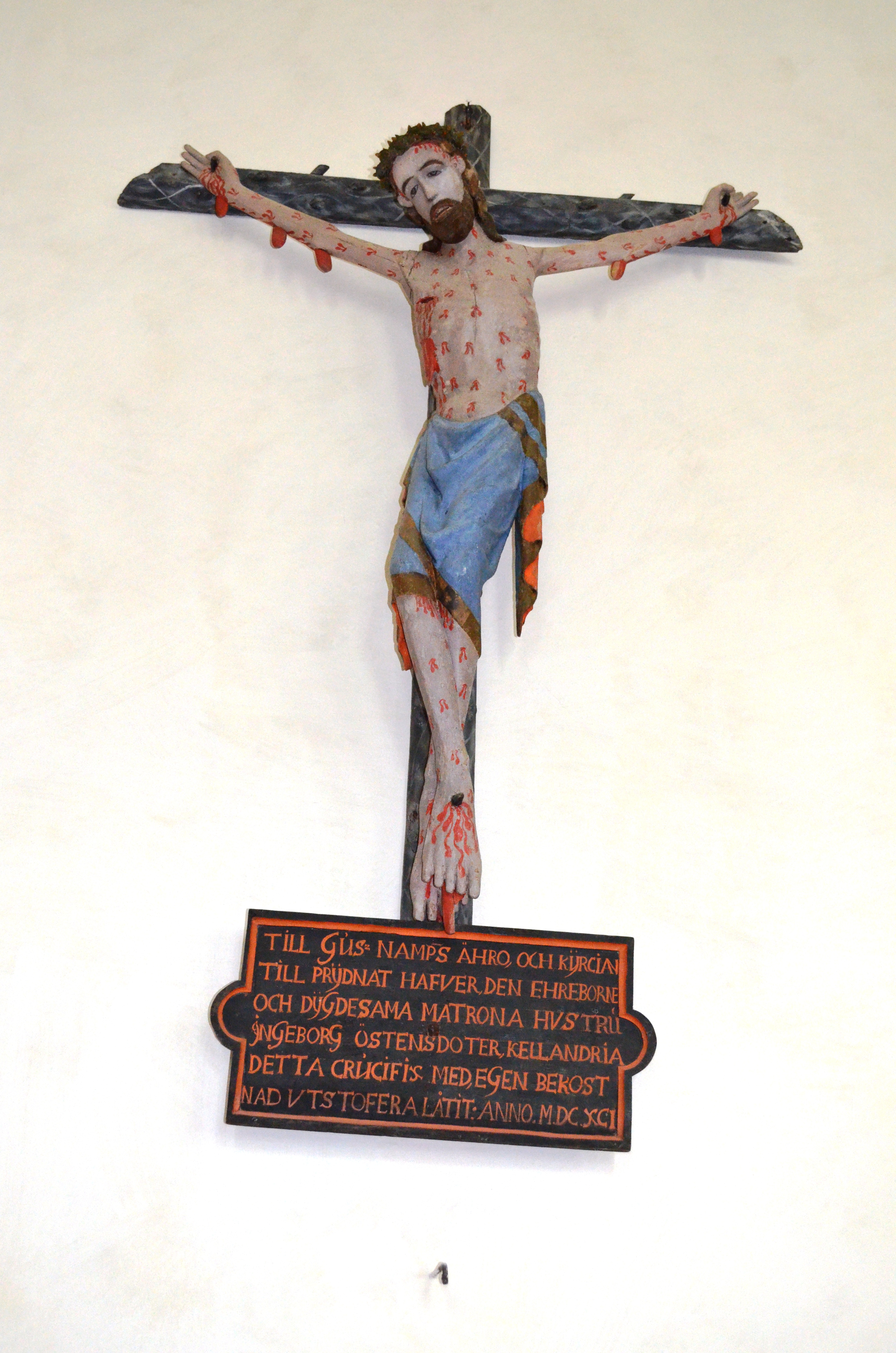
Vallerstads kyrkas krucifix.
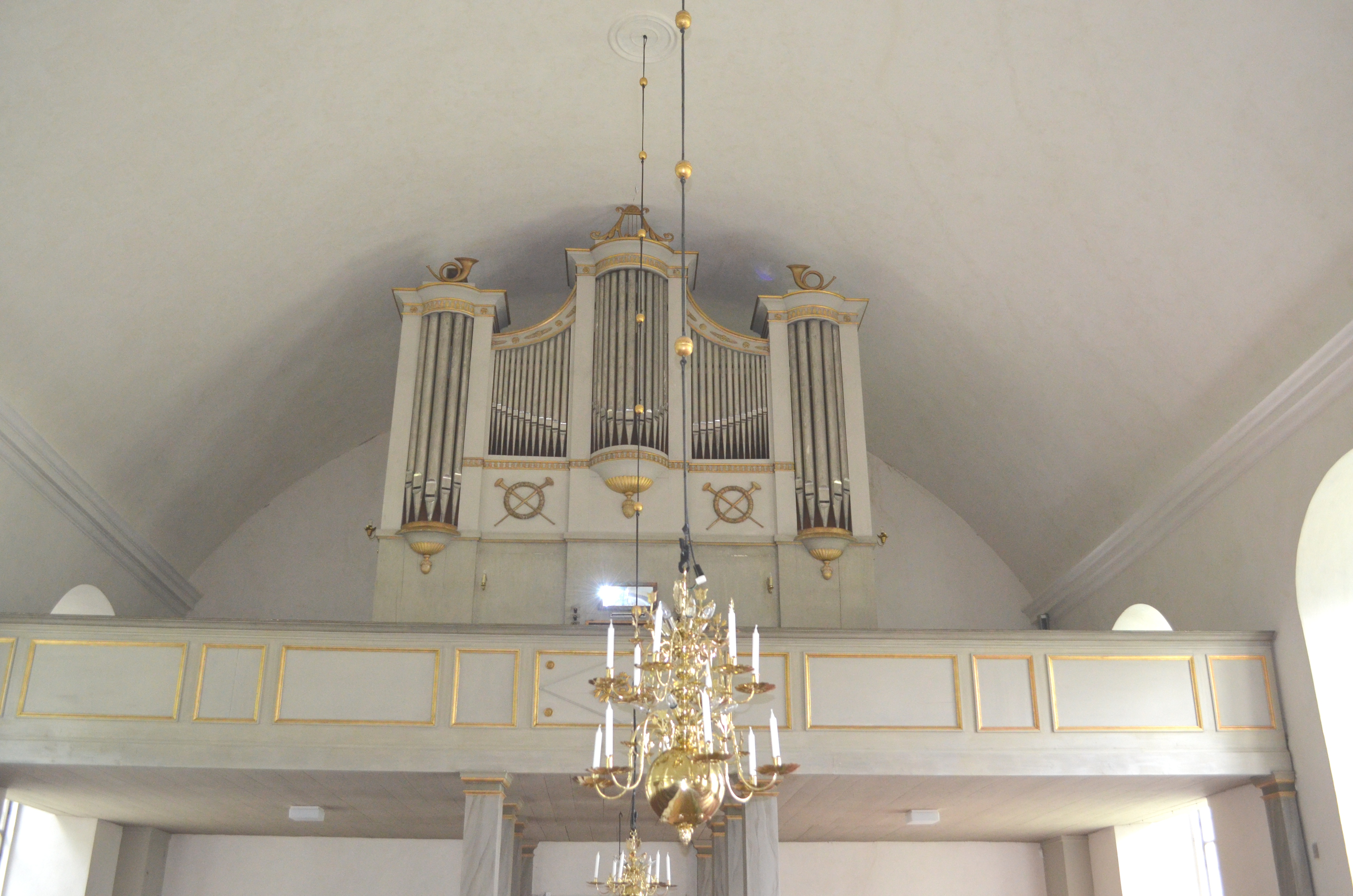
Vallerstads kyrkas orgelläktare.